# Nikaho
Nikaho (jap. にかほ市 Nikaho-shi) ist eine kreisfreie Stadt in der Präfektur Akita auf Honshū, der Hauptinsel von Japan.

## Geographie
Nikaho liegt südlich von Akita und nördlich von Sakata am Japanischen Meer.

## Geschichte

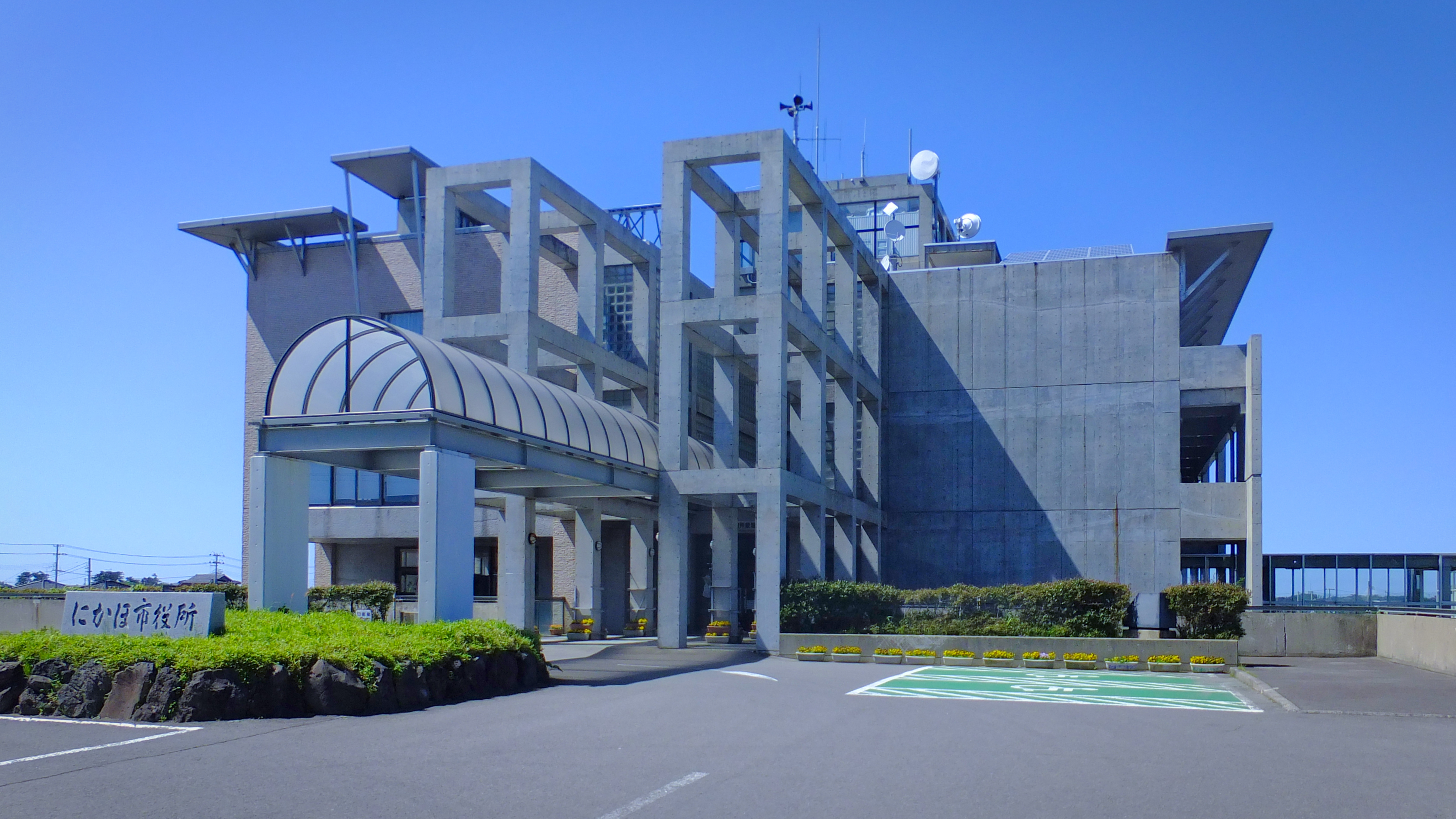
Rathaus

Die Stadt Nikaho wurde am 1. Oktober 2005 aus dem Zusammenschluss der Gemeinden Kisakata (象潟町, -machi), Konoura (金浦町, -machi) und Nikaho (仁賀保町, -machi) im Landkreis Yuri gegründet. Der Landkreis wurde daraufhin aufgelöst.

## Sehenswürdigkeiten

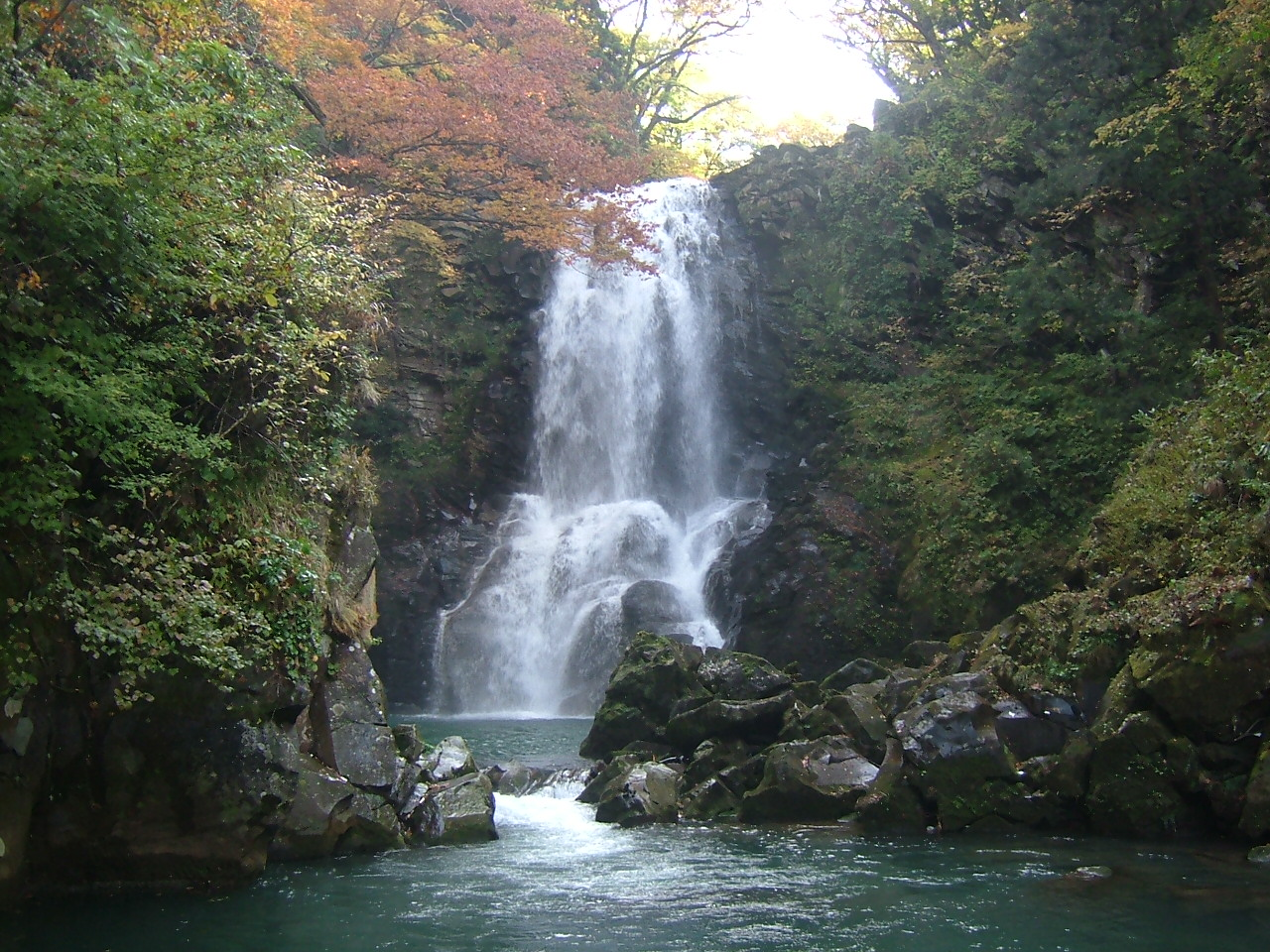
Wasserfall Naso no Shirataki in Kisakata-machi

- Wasserfall Naso no Shirataki

## Verkehr
- Straße:
  - Nationalstraße 7: nach Aomori und Niigata
- Zug:
  - JR Uetsu-Hauptlinie: nach Niigata und Akita

## Söhne und Töchter der Stadt
- Shirase Nobu (1861–1946), Offizier und Polarforscher
- Tatsuki Fujimoto (* 1993), Mangaka

## Angrenzende Städte und Gemeinden
- Präfektur Akita
  - Yurihonjō
- Präfektur Yamagata
  - Sakata
  - Yuza